# Paranotoniscus latus
Paranotoniscus latus är en kräftdjursart som beskrevs av Barnard 1932. Paranotoniscus latus ingår i släktet Paranotoniscus och familjen Styloniscidae. Inga underarter finns listade i Catalogue of Life.